# Dominique Anglade

Anglade in 2020

Dominique Anglade (* 31. Januar 1974 in Montreal, Québec) ist eine kanadische Politikerin und Geschäftsfrau. Zwischen 2020 und 2022 war sie Parteivorsitzende der Parti libéral du Québec. Von 2015 bis 2022 war sie Abgeordnete der Nationalversammlung von Québec für den Wahlkreis Saint-Henri–Sainte-Anne.

## Leben und Karriere
Anglade wurde am 31. Januar 1974 in Montreal geboren. Ihr Vater, Georges Anglade, war ein haitianischer Schriftsteller und Politiker. Ihre Mutter, Mireille Neptune Anglade, war Wirtschaftswissenschaftlerin. Anglade wuchs in Haiti auf, kehrte aber zum Studium nach Kanada zurück. Sie erwarb einen Bachelorabschluss in Wirtschaftsingenieurwesen an der École polytechnique de Montréal und einen Masterabschluss in Betriebswirtschaftslehre an der École des hautes études Commerciales. Sie begann ihre Karriere als Ingenieurin bei Procter & Gamble. Später wurde sie leitende Managerin bei Nortel und arbeitete dann als Beraterin bei McKinsey & Company. Anglades Mutter, Vater, Onkel und Cousin starben beim Erdbeben in Haiti 2010. Nach dem Erdbeben organisierte sie eine Spendenaktion.
Anglade ging 2012 zum ersten Mal in die Politik. In diesem Jahr wurde sie Präsidentin der neuen politischen Partei Coalition Avenir Québec (CAQ) unter dem Parteivorsitzenden François Legault (der Parteipräsident überwacht die Verwaltung und Finanzen der Partei und ist nicht der Chef). Im September desselben Jahres war sie Kandidatin der Partei im Wahlkreis Fabre bei den Provinzwahl in Québec 2012. Bei der Wahl unterlag sie dem Liberalen Kandidaten Gilles Ouimet. 2013 trat sie als Parteivorsitzende der CAQ zurück, um CEO von Montreal International, der Wirtschaftsförderungsgesellschaft von Montreal, zu werden.
Anglade kehrte 2015 zum zweiten Mal in die Politik zurück. Sie verließ die Koalition Avenir Québec und schloss sich der Parti libéral du Québec an. Sie sagte, sie habe die Partei gewechselt, weil sie mit der Einwanderungspolitik der CAQ nicht einverstanden sei. Im November 2015 war sie Kandidatin der Liberale Partei bei einer Nachwahl im Wahlkreis Saint-Henri-Sainte-Anne. Sie gewann die Wahl mit 38,70 % der Stimmen und wurde in die Nationalversammlung von Québec gewählt. Da die Parti libéral du Québec die Regierungspartei war, wurde Anglade von Premierminister Philippe Couillard zum Minister für wirtschaftliche Entwicklung und internationalen Handel ernannt. Bei der Provinzwahl in Québec 2018 wurde Anglade wiedergewählt. Ihre Partei unterlag jedoch und die Coalition Avenir Québec wurde zur Regierungspartei mit François Legault als Premierminister von Québec.
Nach der Wahlniederlage der Partei trat Philippe Couillard im Juni 2019 als Parteivorsitzender der Parti libéral du Québec zurück. Anglade war damals Kandidat für den Parteivorsitz. Während ihres Wahlkampfs um den Vorsitz sagte sie, sie sei von der Politik Robert Bourassas und Jean Lesages inspiriert worden. Sie plädierte auch dafür, die Unterstützung der Partei außerhalb Montreals zu erhöhen. Sie wurde auf dem Parteitag der Parti libéral du Québec 2020 zur Vorsitzenden gewählt. Ihr einziger Gegenkandidat, der Bürgermeister von Drummondville, Alexandre Cusson, zog sich zurück. Sie war die erste Frau, die Vorsitzende der Parti libéral du Québec wurde.
Sie führte ihre Partei bei den Provinzwahlen in Québec 2022 an. Für die Parti libéral du Québec war die Wahl eine der schlechtesten in ihrer Geschichte. Sie erhielt den geringsten Stimmenanteil (14,37 %) seit ihrer Gründung im Jahr 1867 und die wenigsten Sitze in der Nationalversammlung von Québec (21) seit den Provinzwahlen in Québec 1948. Anglade wurde in ihrem Wahlkreis wiedergewählt. Ende 2022 trat sie jedoch aus der Nationalversammlung und als Vorsitzende der Parti libéral du Québec zurück. Die Nachwahl für ihren ehemaligen Wahlkreis gewann Guillaume Cliche-Rivard von der Partei Québec solidaire. Nach ihrer politischen Karriere wurde sie Professorin an der École des hautes études commerciales.